# مايك إليوت (متزحلق)
مايك إليوت (بالإنجليزية: Mike Elliott)‏ هو متزحلق أمريكي، ولد في 3 أبريل 1942 في دورانغو في الولايات المتحدة.

## وصلات خارجية
- مايك إليوت على موقع أوليمبيديا (الإنجليزية)